# Paralelo 7 S
O Paralelo 7 S é um paralelo no 7° grau a sul do plano equatorial terrestre.
Um segmento da fronteira Angola-República Democrática do Congo é definido por este paralelo.
Começando pelo Meridiano de Greenwich e tomando a direção leste, o paralelo 7° Sul passa sucessivamente por:
| País, território ou mar                         | Notas |
| ----------------------------------------------- | --- |
| Oceano Atlântico                                | |
| Angola                                          | |
| Fronteira Angola-República Democrática do Congo | |
| Angola                                          | |
| República Democrática do Congo                  | |
| Lago Tanganica                                  | |
| Tanzânia                                        | |
| Oceano Índico                                   | |
| Seicheles                                       | Ilhas Amirante |
| Oceano Índico                                   | Passa a norte da Ilha Coëtivy, Seicheles · Passa entre as Ilhas Egmont e Diego Garcia, Território Britânico do Oceano Índico     |
| Indonésia                                       | Ilha de Java, Madura e Kangean                                                                                                   |
| Mar de Java                                     | |
| Indonésia                                       | Ilha Tanahjampea |
| Mar de Banda                                    | Passa entre as ilhas Damar e Teun, Indonésia · Passa entre as ilhas Itain e Maru, Indonésia                                      |
| Indonésia                                       | Ilha de Fordate |
| Mar de Arafura                                  | Passa a sul da ilha Trangan, Indonésia                                                                                           |
| Indonésia                                       | Nova Guiné Ocidental |
| Papua-Nova Guiné                                | Nova Guiné e Nova Bretanha |
| Oceano Pacífico                                 | Mar de Salomão |
| Papua-Nova Guiné                                | Ilha Bougainville |
| Oceano Pacífico                                 | Passa entre os atóis Nanumea e Nanumanga, Tuvalu · Passa a norte da ilha Niutao, Tuvalu · Passa a sul da Ilha Starbuck, Kiribati |
| Peru                                            | |
| Brasil                                          | Amazonas Pará Tocantins Maranhão Piauí Ceará Paraíba (passa a norte de João Pessoa)                                              |
| Oceano Atlântico                                | |